# Kenttäjärvi (Gällivare socken, Lappland, 740957-173160)
Kenttäjärvi är en sjö i Gällivare kommun i Lappland och ingår i Råneälvens huvudavrinningsområde. Sjön har en area på 0,0667 kvadratkilometer och ligger 321,3 meter över havet.

## Delavrinningsområde
Kenttäjärvi ingår i det delavrinningsområde (741165-173254) som SMHI kallar för Utloppet av Siekajärvi. Medelhöjden är 323 meter över havet och ytan är 12,03 kvadratkilometer. Räknas de 2 avrinningsområdena uppströms in blir den ackumulerade arean 47,09 kvadratkilometer. Siekajoki som avvattnar avrinningsområdet har biflödesordning 2, vilket innebär att vattnet flödar genom totalt 2 vattendrag innan det når havet efter 157 kilometer. Avrinningsområdet består mestadels av skog (34 procent) och sankmarker (52 procent). Avrinningsområdet har 1,33 kvadratkilometer vattenytor vilket ger det en sjöprocent på 11,1 procent.